# غاقة عاجزة عن الطيران
الغاقة العاجزة عن الطيران وتعرف باسم غاقة غالاباغوس (الاسم العلمي: Nannopterum harrisi)، طائر من فصيلة الغاقيات. لا توجد إلا في جزيرتي فِرناندينا وإيزابلّا في أرخبيل غالاباغوس. إنهُ فريد من نوعه لأنه الغاق المعروف الوحيد الذي فقد القدرة على الطيران. يبلغ قده 89 سم.